# Kimberlé Williams Crenshaw
Kimberlé Williams Crenshawová (* 1959 Canton, Ohio, USA) je americká právnička a obhájkyně občanských práv. Je autorkou teorie intersekcionality. Je profesorkou na UCLA School of Law a na Columbia Law School, kde se specializuje na rasové a genderové záležitosti. 
Je zakladatelkou Columbia Law School Center pro intersekcionální studia a studia sociální politiky (CISPS) a Africko-amerického politického fóra (AAPF), jakož i předsedkyní berlínského Centra pro intersekcionální spravedlnost (CIJ).
Je známá zavedením a rozvojem intersekcionality, teorie o tom, jak překrývající se nebo protínající se sociální identity, zejména menšinové identity, souvisejí se systémy a strukturami útlaku, nadvlády nebo diskriminace.

## Vzdělání
Kimberlé W. Crenshawová se narodila v kantonu Ohio roku 1959. Jejími rodiči byli Marian a Walter Clarence Crenshaw mladší. Navštěvovala tamější střední školu Canton McKinley High School. V roce 1981 obdržela bakalářský titul v oboru Vládní a africká studia na Cornell University. Roku 1984 získala právnický doktorát (J.D.) na Harvard Law School, rok poté titul magistra práva (LL.M.) na University of Wisconsin Law School, kde spolupracovala s Williamem H. Hastie.

## Kariéra
Crenshawová je jedním ze zakladatelů kritické rasové teorie (critical race theory). Během studia na Harvardské právnické fakultě byla jednou ze zakládajících organizátorů Semináře kritických rasových teorií, kterým vznikl tento termín.
Po dokončení jejího LL.M., Crenshawová nastoupila v roce 1986 na fakultu UCLA School of Law. Zde přednášela o kritické rasové teorii, občanském právu a ústavním právu. Na univerzitě UCLA vyučuje čtyři kurzy.
V roce 1995 byla Crenshaw jmenována řádnou profesorkou na právnické fakultě Columbia Law School, kde se stala zakladatelkou a ředitelkou Centra studií Intersekcionality a Sociální politiky, které bylo založeno v roce 2011.  V roce 1996 se stala spoluzakladatelkou a dodnes je výkonnou ředitelkou neziskového think tanku a informačního clearingového střediska, African American Policy Forum, které se zaměřuje na „odstranění strukturální nerovnosti“ a na „pokrok a rozšíření rasové spravedlnosti, rovnosti žen a mužů a nedělitelnosti veškerých lidských práv, a to jak v USA, tak na mezinárodní úrovni.“ Jeho posláním je budovat mosty mezi vědeckým výzkumem a veřejným diskurzem při řešení nerovnosti a diskriminace.

## Intersekcionalita
Pojem intersekcionalita Kimberlé Crenshawová poprvé použila v roce 1988 na konferenci zabývající se feminismem a právní vědou na Chicagské univerzitě a toto téma pak zpracovala v roce 1989 ve své práci Demarginalizing the Intersection of Race and Sex in Anti-discrimination Law: A Black Feminist Critique of Antidiscrimination Doctrine, Feminist Theory and Antiracist Politics. Zde představila problém nastávající v případě překrývajících se sociálních skupin, který vytváří sociální nespravedlnost, se kterou si kvůli její komplikovanosti zákony nedokáží poradit.
K tomuto problému Kimberlé Crenshawová poprvé přivedla zkušenost Afroameričanky Emmy DeGraffenreid, která zažila v práci diskriminaci jak genderovou, tak rasovou, jenže soud její žalobu zamítnul, protože nespadala do jedné kategorie diskriminace, ale byla kombinací dvou.
Kimberlé Crenshawová napsala na téma intersekcionality několik prací, mezi nimi například Mapping the Margins: Intersectionality, Identity Politics, and Violence Against Women of Color (1993) nebo From Private Violence to Mass Incarceration: Thinking Intersectionally About Women, Race, and Social Control (publikováno UCLA Law Review, 2012).

## My Brother's Keeper
My Brother’s Keeper je program veřejného a soukromého sektoru federální vlády Spojených států s cílem zlepšit život afroamerických, či hispánských chlapců a mladých mužů a podporovat rasovou spravedlnost. Má být výzvou k akci starostů, vedení krajů a dalších představitelů řídících orgánů k řešení přetrvávajících mezer v příležitostech pro mladé muže nebělošského původu a pomáhat jim dosáhnout jejich potenciálu. Program byl zahájen v roce 2014, poté co se stal Barack Obama prezidentem Spojených států. Oficiální stránku programu naleznete zde.
Kimberlé Crenshawová a další členové Afroamerického politického fóra (AAPF), jehož je Crenshawová spoluzakladatelkou a výkonnou ředitelkou, vyjádřili svůj názor na program My Brother’s Keeper, který podle nich může mít dobré úmysly, ale vylučuje afroamerické dívky. Aby se tento problém vyřešil, spustila AAPF 17. června 2014 kampaň s názvem #WHYWECANTWAIT s cílem do My Brother’s Keeper začlenit všechnu mládež, teda jak dívky, tak chlapce. Kampaň mimo jiné zahrnovala otevřený dopis zaslaný bývalému prezidentovi Baracku Obamovi s názvem #Why we can't wait: Women of Color Urging Inclusion in "My Brother's Keeper", který byl podepsán více než 1400 ženami různého původu i věku. Dopis obsahoval žádost o rozšíření programu My Brother’s Keeper i na dívky, protože pocházejí ze stejných rodin a komunit jako chlapci, kteří v programu byli zahrnutí. Později, 30. května 2014, byl zveřejněn další otevřený dopis s názvem 250+ Concerned Black Men and Other Men of Color. Byl podepsán více než 200 muži, kteří věřili, že program My Brother’s Keeper postrádá důraz, pokud jeho plán nezahrnuje obě pohlaví.